# أوغست جاكارد
أوغست جاكارد (بالإنجليزية: Auguste Jaccard)‏ (ولد في 6 يوليو 1833، في كولييري بالقرب من سانت كروا - 5 يناير 1895 وتوفي في لو لوكل) هو عالم جيولوجي وعالم أحفوريات سويسري. ارتبط بحثه العلمي في معظمه بجبال جورا. 
في حوالي عام 1845، انتقل مع والده إلى لو لوكل، حيث افتتح جاكارد الأكبر ورشة كان يديرها فيما بعد ابنه. كواحد من الجيولوجيين، كان أوغست جاكارد متعلمًا ذاتيًا، حيث كان لأوزوالد هير وبيير جان إدوار ديسور تأثيرين مهمين على حياته المهنية. في عام 1856 أصدر أول منشور له، مقالة عن الحفريات الموجودة في حوض لو لوكل. 
منذ عام 1861، كان عضوًا في مجموعة المسح الجيولوجي التابعة لـ(الجمعية السويسرية للعلوم الطبيعية)، وكلف بمهمة تعيين الجزء الغربي من جبال جورا. في عام 1868 أصبح مدرسًا بديلاً في أكاديمية نيوشاتيل، حيث عمل لاحقًا أستاذاً (1873-1995). يُنسب إليه إنشاء خريطة جيولوجية امتدت إلى الجزء الغربي من سويسرا (كانتون نيوشاتل وكانتون جورا وكانتون فود). كما أجرى البحوث التطبيقية في مجال الهيدرولوجيا والنفط والأسمنت. في عام 1883 حصل على الدكتوراه الفخرية من جامعة زيورخ.

## أعمال محددة
- Supplément ä la Description géologique du Jura vaudois et neuchâtelois, 1870 – Supplement to the geological description of Jura and Neuchâtel,
- Coup d'oeil sur les origines et le développement de la paléontologie en Suisse, 1887 – The origins and development of paleontology in Switzerland.
- Le pétrole, l'asphalte et le bitume au point de vue géologique, 1895 – Petroleum, asphalt and bitumen from a geological viewpoint.